# ヴァルター・ヴェンク
ヴァルター・ヴェンク（Walther Wenck、1900年9月18日 - 1982年5月1日）は、ドイツの陸軍軍人。最終階級は陸軍装甲兵大将。ドイツ国防軍で最年少の軍司令官である。大戦末期には第12軍を指揮していた。ヴェンクはドイツ国防軍の将兵が東側ではなく、西側に降伏できるよう尽力した。ベルリンの戦いにおいて、首都防衛が危機に陥った場合、重要な役目を果たすことになっていた。
大戦中の綽名は「少年将軍」（"The Boy General"）。

## 生涯

### 若年期
19世紀最後の年である1900年9月18日、ザクセン＝アンハルト州ヴィッテンベルク生まれ。父も軍人である。ナウムブルクで士官候補生としてプロイセン陸軍に加わり、第一次世界大戦末期の1918年にリヒターフェルデ陸軍士官学校に入学した。在学中に敗戦を迎えたため従軍はしていない。
ドイツ敗戦後、フライコーアのラインハルト義勇連隊（Freiwilligen-Regiment Reinhard）を経て1921年にライヒスヴェーア（ヴァイマル共和国軍）に採用される。1923年にミュンヘンの歩兵学校で学び、由緒ある第9歩兵連隊に配属され少尉に任官。1928年に結婚し、1930年には双子の父親となった。
自動車部隊（ヴェルサイユ条約で保有が禁止されていた戦車部隊の偽装名称）に志願し、1933年にベルリンの第3自動車大隊に転属、自動車部隊総監だったハインツ・グデーリアン中佐（当時）の知遇を得た。1934年、大尉昇進。1935年からベルリンの陸軍大学校で学ぶ。翌年の卒業後、参謀本部の装甲課に勤務、同時にハンス・フォン・ゼークト元参謀総長の副官を務めた。1938年、第2装甲連隊で中隊長に任命される。1939年1月、第1装甲師団参謀。

### 第二次世界大戦
1939年の第二次世界大戦勃発と共に少佐に昇進。9月18日に第二級鉄十字章を受章。翌月には第一級鉄十字章を受章した。翌年の西方電撃戦ではベルフォール攻略に抜群の戦略手腕を発揮し、中佐に昇進した。1942年に大佐に昇進し、ベルリンの陸軍大学校教官となる。同年第57装甲軍団参謀長となるが、すぐにルーマニア軍のペトレ・ドゥミトレスク大将の下で参謀長を務め、ルーマニア軍を実質的に指導した。ルーマニア第3軍はスターリングラード攻防戦に参加したが、1942年11月19日に始まったソ連軍の天王星作戦で攻勢の矢面に立たされ、攻勢5日目に撃破され第3軍は事実上壊滅した。12月28日、騎士鉄十字章受章。1943年、少将に昇進しエーベルハルト・フォン・マッケンゼン大将の第1装甲軍で参謀長。1944年には南ウクライナ軍集団参謀長に転じた。同年7月20日のヒトラー暗殺未遂事件後にはグデーリアン参謀総長の下でOKHの参謀次長兼作戦部長となる。
1945年2月15日、グデーリアンによってヴェンクは、ヴァイクセル軍集団司令官ハインリヒ・ヒムラーを補佐するため同軍集団参謀長に任命されたが、2月17日に自動車で移動中、極度の疲労からの居眠り運転により自動車事故を起こし、重傷を負う。4月7日、ヴェンクはベルリンの西側より迫り来るアメリカ、イギリス両軍と対峙するために新設された第12軍の司令官に任命された。同時に装甲兵大将に昇進（前年10月に遡及しての昇進とされた）。しかし、ドイツ軍はすでに東西両戦線で連合軍に押されていた。その結果、第12軍はエルベ川東岸に布陣せざるを得なくなり、そこでベルリンを脱出してきた避難民の難民キャンプを形成していた。ヴェンクはこれらの避難民に食料や住居を確保するために東奔西走しており、一説には当時毎日約50万人に食事を提供していたと見積もられている。

### ベルリン最後の希望
1945年4月21日、アドルフ・ヒトラーはフェリックス・シュタイナー親衛隊大将にベルリンを北方より包囲していたソビエト赤軍第1白ロシア方面軍（司令官ジューコフ）に攻撃するよう命令を下した（その一方で南は第1ウクライナ方面軍（司令官イワン・コーネフ）に包囲されていた）。当時、ヒトラーのお気に入りであったシュタイナーはシュタイナー戦闘団を率いてジューコフと相対していたが、防戦一方であった。シュタイナー戦闘団は歩兵部隊が主幹であり、戦車をほとんど所有しておらず、ベルリン救援を行って将兵の無駄な消耗することを望まなかった。結局、シュタイナーは命令を拒否し、それどころかソビエト赤軍に包囲されつつある自らの軍団の全滅を避けるために撤退することを希望した。
4月22日にシュタイナーが撤退したため、第12軍はベルリン救援の最後の望みとなった。ヴェンクはエルベ川でアメリカ軍と対峙中であったが、東に進撃してベルリンの南に滞在する第9軍（司令官テオドール・ブッセ）と共同でベルリンを包囲しているソビエト赤軍を攻撃するよう命令された。一方、ベルリン北方の第41装甲軍団（司令官ルードルフ・ホルステ）は、北からソビエト赤軍を攻撃するよう命令された。ただし、第41装甲軍団はシュタイナー戦闘団の消耗し、疲弊仕切った部隊から送られてきたものだった。
4月23日、ヴェンクは第12軍将兵に向かって語りかけた。
「諸君にはもう一度、苦労してもらわなければならない。すでにベルリン、ドイツが問題なのではない、戦闘とソビエト赤軍から民衆を救うことが諸君の責務である。」
当時、第12軍で工兵であったハンス・ディートリヒ・ゲンシャーはこのとき、「忠誠、責任、そして連帯感。」だったと記述しており、攻撃に参加したシャルンホスト師団の大隊長は「東でイワン（ロシア人を指す）どもと戦うための急行軍だ。」と書いている。
第12軍配下の第20軍団による予想外の攻撃でベルリンを包囲しているソ連軍は驚愕し、混乱を起こした。第12軍所属の第20軍団は果敢にベルリン方面へ進撃を行い、30kmほど前進したが、ソビエト赤軍の強い抵抗にあい、ポツダム近郊で停止した。一方、第9軍は、ベルリンへはほとんど前進できなかった。4月27日深夜までにソビエト赤軍は再びベルリンを包囲し、ベルリンは完全に孤立無援となった。1945年4月28日、ハンス・クレープス参謀長は、総統官邸からヴィルヘルム・カイテル国防軍最高司令部総長へ最後の電話をした。クレープスは、救援が48時間以内に到着しないならば、すべてが灰塵に化すだろうとカイテルに話した。カイテルは、ヴェンクとブッセへ強く働きかけると約束した。
4月28日の夜、ヴェンクは総統官邸内のドイツ国防軍最高司令部に、第12軍が全面においてソ連軍に押し戻されたと報告した。第12軍はポツダム守備隊（シュプレー軍集団、司令官ヘルムート・ライマン）との一時的な接触を確立することが精一杯であった。第12軍は第9軍からの支援がもはや期待できず、ベルリンの救援は事実上、不可能であった。 4月29日夕方遅く、クレープスはアルフレート・ヨードル国防軍作戦部長に「即座に報告せよ。第一に、ヴェンク軍の所在位置。第二に攻撃開始時間。第三に第9軍の所在位置。第四に、第9軍が突破する正確な場所。第五にルードルフ・ホルステ軍の所在位置。」と無線連絡した。4月30日の早朝には、ヨードルはクレープスに答えた。「第一に、ヴェンク軍は、シュヴィロー湖の南で進撃停止。第二に、ベルリンへの進撃を続行できない。第三に、第9軍はほとんどが包囲されている。第四に、ホルステ軍は守備で手一杯である。よって、当方からのベルリン救援はあらゆる場所において継続不可である。」
ベルリンを救援するヴェンクの試みが実行不可になりつつあったので、ハルベの山岳地帯へ第12軍を動かす計画を変更された。そこで、ヴェンクは第9軍とポツダム守備隊の残存と接触する予定であった。ヴェンクは、できるだけ多くのベルリン避難民に西側への脱出ルートを提供したかったのである（当時、捕虜規定について定められていたハーグ陸戦条約にソ連は調印していなかった為、ソ連への降伏は想像を絶するものになると想像されていた）。
ヴェンクは攻撃の最深部で、メッセージを送った。
「こちら避難路を確保しつつ待機中、急がれたし。」
連合軍の攻撃にもかかわらず、ヴェンクは、エルベ川対岸の米軍による占領地域に比較的スムーズに第12軍、第9軍の残存兵と多くの避難民を送り込んだ。ヴェンク軍が確保した避難路で最大250,000人の難民（第9軍の最大25,000人の将兵を含む）がソ連の進撃よりも前に米軍占領区へ逃げることができたと考えられている。

### 第二次世界大戦後
ドイツ敗戦後の5月に第12軍はシュテンダール市庁舎前でアメリカ軍に降伏し、ヴェンクは捕虜となった。1947年のクリスマスに釈放され、1948年からボーフムで機械販売会社でセールスに従事、1955年には社長に就任している。1956年に西ドイツで再建されたドイツ連邦軍で最高司令官就任が予定されたが、実際に設置された総監ではなく最高司令官就任を要求したため、結局実現しなかった。1960年からニュルンベルクで軍需産業会社のオーナーとなったが、1966年に引退した。
1982年にバート・ローテンフェルデで自動車事故のため死去した。

## 受章
- 鉄十字章
  - 第二級鉄十字章（1939年）
  - 第一級鉄十字章（1939年）
  - 騎士鉄十字章（1942年）
- ドイツ十字章金章（1942年）